# Abierto de Australia 2009
El Abierto de Australia 2009 (2009 Australian Open) fue una competencia de tenis celebrada en Melbourne, Australia, entre el 19 de enero y el 1 de febrero de dicho año. Fue la 97.ª edición del Abierto de Australia y el primer Grand Slam del año 2009.

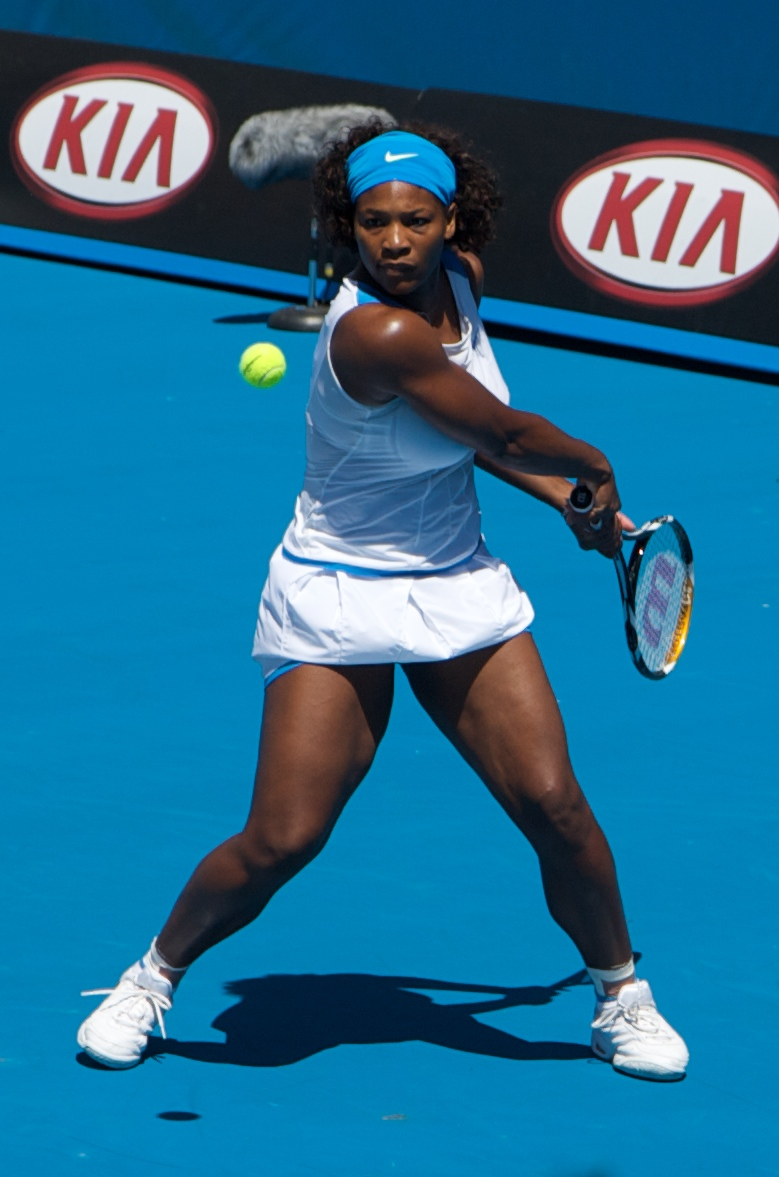
Serena Williams, campeona de la edición individual femenina del Abierto de Australia 2009.

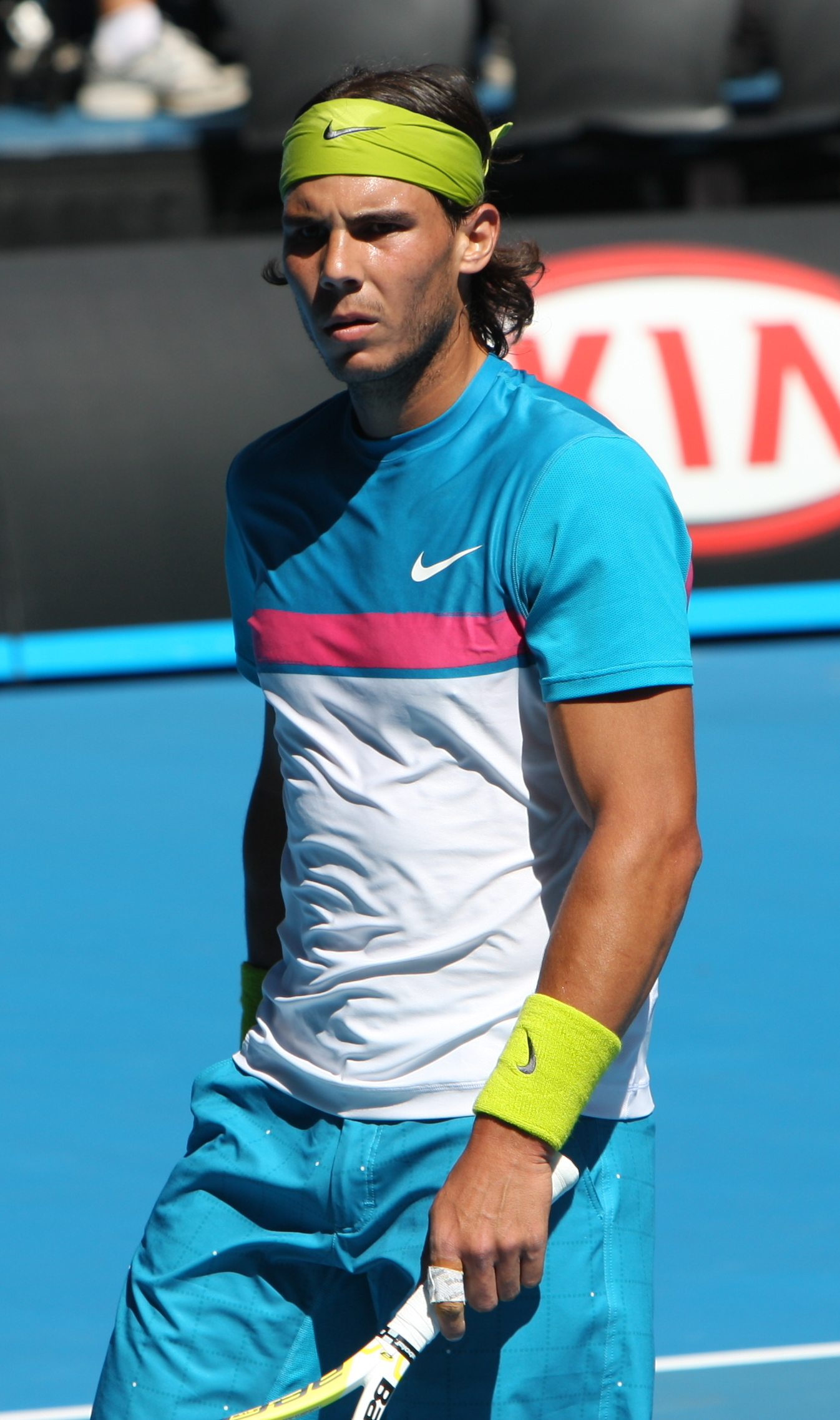
Rafael Nadal, campeón de la edición individual masculino del Abierto de Australia 2009.

## Finales

### Sénior

#### Individuales masculino
Rafael Nadal vence a  Roger Federer 7-5, 3-6, 7-6(3), 3-6, 6-2
- El defensor del título, Novak Djokovic cayó en cuartos de final ante Andy Roddick por 7-6, 4-6, 2-6, y retirada al final de Djokovic, dándole así la victoria al estadounidense.

#### Individuales femenino
Serena Williams vence a  Dinara Sáfina 6-0, 6-3

#### Dobles masculino
Bob Bryan /  Mike Bryan vencen a  Mahesh Bhupathi /  Mark Knowles 2-6, 7-5, 6-0

#### Dobles femenino
Serena Williams /  Venus Williams vencen a  Daniela Hantuchová /  Ai Sugiyama 6-3, 6-3

#### Dobles mixto
Sania Mirza /  Mahesh Bhupathi vencen a
 Nathalie Dechy /  Andy Ram 6-3, 6-1

### Júnior

#### Individuales masculino
Yuki Bhambri vence a  Alexandros-Ferdinandos Georgoudas 6–3, 6–1

#### Individuales femenino
Ksenia Pervak vence a  Laura Robson 6-3, 6-1

#### Dobles masculino
Francis Casey Alcantara /  Hsieh Cheng-peng vencen a  Mikhal Biryukov /  Yasutaka Uchiyama 6–4, 6–2

#### Dobles femenino
Christina McHale /  Alja Tomljanović vencen a  Aleksandra Krunić /  Sandra Zaniewska 6-1, 2-6, 10-4

## Cabezas de series

### Individuales masculino
1. Rafael Nadal (campeón),
2. Roger Federer (finalista),
3. Novak Đoković (cuartos de final),
4. Andy Murray (4.ª ronda),
5. Jo-Wilfried Tsonga (cuartos de final),
6. Gilles Simon (cuartos de final),
7. Andy Roddick (semifinales),
8. Juan Martín del Potro (cuartos de final),
9. James Blake (4.ª ronda),
10. David Nalbandian (2.ª ronda),
11. David Ferrer (3.ª ronda),
12. Gaël Monfils  (4.ª ronda),
13. Fernando González (4.ª ronda),
14. Fernando Verdasco (semifinales),
15. Stanislas Wawrinka (3.ª ronda),
16. Robin Söderling (2.ª ronda),
17. Nicolás Almagro (3.ª ronda),
18. Igor Andreev (3.ª ronda),
19. Marin Čilić (4.ª ronda),
20. Tomáš Berdych (4.ª ronda),
21. Tommy Robredo (4.ª ronda),
22. Radek Štěpánek (3.ª ronda),
23. Mardy Fish (3.ª ronda),
24. Richard Gasquet (3.ª ronda),
25. Ivo Karlović (2.ª ronda),
26. Marat Safin (3.ª ronda),
27. Feliciano López (1.ª ronda),
28. Paul-Henri Mathieu (2.ª ronda),
29. Dmitri Tursúnov (1.ª ronda),
30. Rainer Schüttler (1.ª ronda),
31. Jürgen Melzer (3.ª ronda),
32. Philipp Kohlschreiber (2.ª ronda).

### Individuales femenino
1. Jelena Janković (4.ª ronda),
2. Serena Williams (campeona),
3. Dinara Sáfina (finalista),
4. Yelena Dementieva (semifinales),
5. Ana Ivanović (3.ª ronda),
6. Venus Williams (2.ª ronda),
7. Vera Zvonareva (semifinales),
8. Svetlana Kuznetsova (cuartos de final),
9. Agnieszka Radwanska (1.ª ronda),
10. Nadia Petrova (4.ª ronda),
11. Caroline Wozniacki (3.ª ronda),
12. Flavia Pennetta (3.ª ronda),
13. Victoria Azarenka (4.ª ronda),
14. Patty Schnyder (2.ª ronda),
15. Alizé Cornet (4.ª ronda),
16. Marion Bartoli (cuartos de final),
17. Anna Chakvetadze (2.ª ronda),
18. Dominika Cibulková (4.ª ronda),
19. Daniela Hantuchová (3.ª ronda),
20. Amélie Mauresmo (3.ª ronda),
21. Anabel Medina (4.ª ronda),
22. Jie Zheng (4.ª ronda),
23. Ágnes Szávay (1.ª ronda),
24. Sybille Bammer (1.ª ronda),
25. Kaia Kanepi (3.ª ronda),
26. Ai Sugiyama (3.ª ronda),
27. Maria Kirilenko (1.ª ronda),
28. Francesca Schiavone (1.ª ronda),
29. Alisa Kleybanova (4.ª ronda),
30. Aleksandra Wozniak (1.ª ronda),
31. Alona Bondarenko (3.ª ronda),
32. Tamarine Tanasugarn (1.ª ronda).